# Collegio di Chelsea and Fulham
Chelsea and Fulham è un collegio elettorale situato nella Grande Londra, e rappresentato alla Camera dei comuni del Parlamento del Regno Unito. Elegge un membro del parlamento con il sistema first-past-the-post, ossia maggioritario a turno unico; l'attuale parlamentare è Ben Coleman del Partito Laburista, che rappresenta il collegio dal 2024.

## Estensione

Chelsea and Fulham dal 2010 al 2024

Il collegio di Chelsea and Fulham è costituito da:
- 2010-2024: i ward del borgo londinese di Hammersmith and Fulham di Fulham Broadway, Munster, Palace Riverside, Parsons Green and Walham, Sands End, Town e i ward del borgo reale di Kensington and Chelsea di Cremorne, Hans Town, Redcliffe, Royal Hospital, Stanley.
- dal 2024: i ward del borgo londinese di Hammersmith and Fulham di Fulham Reach, Fulham Town, Lillie, Munster, Palace and Hurlingham, Parsons Green and Sandford, Sands End, Walham Green e West Kensington, e i ward del borgo reale di Kensington and Chelsea di Chelsea Riverside, Redcliffe, Royal Hospital e Stanley.[1]

## Membri del parlamento
| Elezione | Elezione | Deputato    | Partito      |
| -------- | -------- | ----------- | ------------ |
|          | 2010     | Greg Hands  | Conservatore |
|          | 2024     | Ben Coleman | Laburista    |

## Elezioni

### Elezioni negli anni 2020
| Partito                    | Partito                                           | Candidato                  | Risultati 4 luglio 2024 | Risultati 4 luglio 2024 |
| Partito                    | Partito                                           | Candidato                  | Voti                    | %                       |
| -------------------------- | ------------------------------------------------- | -------------------------- | ----------------------- | ----------------------- |
|                            | Laburista                                         | Ben Coleman                | 18 556                  | 39,38                   |
|                            | Conservatore                                      | Greg Hands                 | 18 404                  | 39,06                   |
|                            | Lib Dem                                           | Blaise Baquiche            | 3 611                   | 7,66                    |
|                            | Reform UK                                         | Anthony Goodwin            | 3 144                   | 6,67                    |
|                            | Verdi                                             | Mona Crocker               | 2 798                   | 5,94                    |
|                            | Workers                                           | Sabi Patwary               | 538                     | 1,14                    |
|                            | Heritage                                          | David Poulden              | 65                      | 0,14                    |
|                            |                                                   |                            |                         |                         |
| Iscritti                   | Iscritti                                          | Iscritti                   | 78 468                  | 100,00                  |
| ↳ Votanti (% su iscritti)  | ↳ Votanti (% su iscritti)                         | ↳ Votanti (% su iscritti)  | 47 116                  | 60,04                   |
| ↳ Astenuti (% su iscritti) | ↳ Astenuti (% su iscritti)                        | ↳ Astenuti (% su iscritti) | 31 352                  | 39,96                   |
|                            |                                                   |                            |                         |                         |
|                            | Esito: collegio passa da Conservatore a Laburista |                            |                         |                         |

### Elezioni negli anni 2010
| Partito                    | Partito                                   | Candidato                  | Risultati 12 dicembre 2019 | Risultati 12 dicembre 2019 |
| Partito                    | Partito                                   | Candidato                  | Voti                       | %                          |
| -------------------------- | ----------------------------------------- | -------------------------- | -------------------------- | -------------------------- |
|                            | Conservatore                              | Greg Hands                 | 23 345                     | 49,86                      |
|                            | Lib Dem                                   | Nicola Horlick             | 12 104                     | 25,85                      |
|                            | Laburista                                 | Louise Rowntree            | 10 872                     | 23,22                      |
|                            | Animal Welfare                            | Sam Morland                | 500                        | 1,07                       |
|                            |                                           |                            |                            |                            |
| Iscritti                   | Iscritti                                  | Iscritti                   | 67 110                     | 100,00                     |
| ↳ Votanti (% su iscritti)  | ↳ Votanti (% su iscritti)                 | ↳ Votanti (% su iscritti)  | 46 821                     | 69,77                      |
| ↳ Astenuti (% su iscritti) | ↳ Astenuti (% su iscritti)                | ↳ Astenuti (% su iscritti) | 20 289                     | 30,23                      |
|                            |                                           |                            |                            |                            |
|                            | Esito: collegio confermato a Conservatore |                            |                            |                            |

| Partito                    | Partito                                   | Candidato                  | Risultati 8 giugno 2017 | Risultati 8 giugno 2017 |
| Partito                    | Partito                                   | Candidato                  | Voti                    | %                       |
| -------------------------- | ----------------------------------------- | -------------------------- | ----------------------- | ----------------------- |
|                            | Conservatore                              | Greg Hands                 | 22 179                  | 52,65                   |
|                            | Laburista                                 | Alan De'Ath                | 13 991                  | 33,21                   |
|                            | Lib Dem                                   | Louise Rowntree            | 4 627                   | 10,98                   |
|                            | Verdi                                     | Bill Cashmore              | 807                     | 1,92                    |
|                            | UKIP                                      | Alasdair Seton-Marsden     | 524                     | 1,24                    |
|                            |                                           |                            |                         |                         |
| Iscritti                   | Iscritti                                  | Iscritti                   | 63 728                  | 100,00                  |
| ↳ Votanti (% su iscritti)  | ↳ Votanti (% su iscritti)                 | ↳ Votanti (% su iscritti)  | 42 128                  | 66,11                   |
| ↳ Astenuti (% su iscritti) | ↳ Astenuti (% su iscritti)                | ↳ Astenuti (% su iscritti) | 21 600                  | 33,89                   |
|                            |                                           |                            |                         |                         |
|                            | Esito: collegio confermato a Conservatore |                            |                         |                         |

| Partito                    | Partito                                   | Candidato                  | Risultati 7 maggio 2015 | Risultati 7 maggio 2015 |
| Partito                    | Partito                                   | Candidato                  | Voti                    | %                       |
| -------------------------- | ----------------------------------------- | -------------------------- | ----------------------- | ----------------------- |
|                            | Conservatore                              | Greg Hands                 | 25 322                  | 62,95                   |
|                            | Lib Dem                                   | Alexandra Sanderson        | 9 300                   | 23,12                   |
|                            | Laburista                                 | Simon Bailey               | 2 091                   | 5,20                    |
|                            | UKIP                                      | Adrian Noble               | 2 039                   | 5,07                    |
|                            | Verdi                                     | Guy Rubin                  | 1 474                   | 3,66                    |
|                            |                                           |                            |                         |                         |
| Iscritti                   | Iscritti                                  | Iscritti                   | 63 478                  | 100,00                  |
| ↳ Votanti (% su iscritti)  | ↳ Votanti (% su iscritti)                 | ↳ Votanti (% su iscritti)  | 40 226                  | 63,37                   |
| ↳ Astenuti (% su iscritti) | ↳ Astenuti (% su iscritti)                | ↳ Astenuti (% su iscritti) | 23 252                  | 36,63                   |
|                            |                                           |                            |                         |                         |
|                            | Esito: collegio confermato a Conservatore |                            |                         |                         |

| Partito                    | Partito                                         | Candidato                  | Risultati 6 maggio 2010 | Risultati 6 maggio 2010 |
| Partito                    | Partito                                         | Candidato                  | Voti                    | %                       |
| -------------------------- | ----------------------------------------------- | -------------------------- | ----------------------- | ----------------------- |
|                            | Conservatore                                    | Greg Hands                 | 24 093                  | 60,45                   |
|                            | Lib Dem                                         | Alex Hilton                | 7 371                   | 18,49                   |
|                            | Laburista                                       | Dirk Hazell                | 6 473                   | 16,24                   |
|                            | Verdi                                           | Julia Stephenson           | 671                     | 1,68                    |
|                            | UKIP                                            | Tim Gittos                 | 478                     | 1,20                    |
|                            | BNP                                             | Brian McDonald             | 388                     | 0,97                    |
|                            | New Independent Conservative                    | Roland Courtenay           | 196                     | 0,49                    |
|                            | Democratici                                     | George Roseman             | 168                     | 0,42                    |
|                            | Blue Environment                                | Godfrey Spickernell        | 17                      | 0,04                    |
|                            |                                                 |                            |                         |                         |
| Iscritti                   | Iscritti                                        | Iscritti                   | 66 257                  | 100,00                  |
| ↳ Votanti (% su iscritti)  | ↳ Votanti (% su iscritti)                       | ↳ Votanti (% su iscritti)  | 39 856                  | 60,15                   |
| ↳ Astenuti (% su iscritti) | ↳ Astenuti (% su iscritti)                      | ↳ Astenuti (% su iscritti) | 26 401                  | 39,85                   |
|                            |                                                 |                            |                         |                         |
|                            | Esito: collegio a Conservatore (nuovo collegio) |                            |                         |                         |

## Risultati dei referendum

### Referendum sulla permanenza del Regno Unito nell'Unione europea del 2016
|             | Collegio           | Lasciare UE % | Rimanere in UE % |
| ----------- | ------------------ | ------------- | ---------------- |
|             | Chelsea and Fulham | 29,2%         | 70,8%            |
|             | Inghilterra        | 53,3%         | 46,7%            |
| Regno Unito | 51,9%              | 48,1%         |                  |